# Austrotyphlops wiedii
Austrotyphlops wiedii là một loài rắn trong họ Typhlopidae. Loài này được Peters mô tả khoa học đầu tiên năm 1867.